# Colombia en los Juegos Olímpicos de Roma 1960
Colombia estuvo representada en los Juegos Olímpicos de Roma 1960 por un total de 16 deportistas masculinos que compitieron en 5 deportes.
El portador de la bandera en la ceremonia de apertura fue el esgrimidor Emilio Echeverry. El equipo olímpico colombiano no obtuvo ninguna medalla en estos Juegos.